# أيه. جيه. لانجر
أيه. جيه. لانجر (بالإنجليزية: A. J. Langer)‏ هي ممثلة أمريكية، ولدت في 22 مايو 1974 في الولايات المتحدة. بدأت مشوارها المهني سنة 1987.

## أعمال

### أفلام
- (1996) الهروب من لوس أنجلوس[4][5]

### مسلسلات
- بيفرلي هيلز 90210
- جوني برافو
- موردر

## وصلات خارجية
- أيه. جيه. لانجر على موقع IMDb (الإنجليزية)
- أيه. جيه. لانجر على موقع ألو سيني (الفرنسية)
- أيه. جيه. لانجر على موقع أول موفي (الإنجليزية)
- أيه. جيه. لانجر على موقع قاعدة بيانات الأفلام السويدية (السويدية)
- أيه. جيه. لانجر على موقع قاعدة بيانات الفيلم (الإنجليزية)
- أيه. جيه. لانجر على موقع كينوبويسك (الروسية)